# Wilfried Maria Blum
Pour les articles homonymes, voir Blum.
Wilfried Maria Blum est un céramiste allemand, né le 24 décembre 1953 à Leverkusen (Allemagne) et exerçant actuellement sa profession dans la petite ville de Ruppichteroth. Depuis 1990, il crée également des moulages en bronze et divers autres alliages.
Bien que peu médiatisé, il est très connu dans le milieu des céramistes pour ses œuvres démontrant à la fois une très haute maîtrise technique et possédant une forte portée philosophique. Ses œuvres ont été exposées dans toute l'Europe, au Japon, aux États-Unis, en Amérique du Sud, et sont présentes dans un grand nombre de musées de renom en Allemagne, en Belgique et en Suisse.

## Œuvres
Les thèmes récurrents chez Wilfried Maria Blum sont des reptiles posant de façon triomphale sur des poteries brisées dans une ambiance post-apocalyptique, une imagerie animale forte (ours, panthères, rhinocéros). Sa pièce maîtresse demeure "Geburt der Gegensätzlichkeit" (Naissance de la Dualité), une pièce de céramique d'une vingtaine de centimètres de haut représentant un diable mettant à mort une licorne sortant d'un œuf. "Geburt der Gegensätzlichkeit" a d'ailleurs été réalisée sous forme d'une pièce de bronze colossale de trois mètres de haut.

## Musées et expositions permanentes
On peut trouver des œuvres de Wilfried Maria Blum dans les musées suivants : 
- Belgique :
  - Bruxelles : Musée Royoux d'Art et d'Histoire
- Allemagne :
  - Bonn : Landesmuseum
  - Cologne : Museum für angewandte Kunst
  - Dortmund : Museum für Kunst- und Kulturgeschichte
  - Düsseldorf : Hetjens-Museum
  - Karlsruhe : Badisches LandesMuseum
- Suisse :
  - Spiez : Kunstgesellschaft

## Distinctions et prix
- 1981, Prix Richard Bampi : 1er prix
- 1989, 4e exposition annuelle internationale à Toronto : Prix d'honneur
- 1990, Zagrep : «Posasne diplome»
- 1994, Récompense du Prix d'Art du Rhin : 1er prix

## Littérature et médias
- Die paradiesischen Traumwelten des Wilfried Maria Blum, reportage télévisé de la chaîne allemande ZDF
- Le monde merveilleux de Wilfried Maria Blum, article de Claude MEA paru dans La revue de la céramique et du verre, n° 70 (1993)